# Museo de la Herencia Africana
El Museo de la Herencia Africana (en inglés: African Heritage Museum; o Centro de la Herencia africana; African Heritage Centre) es un museo y galería de arte en Bakau, Gambia. Estaba situado antiguamente en Banjul. El museo tiene una gran colección de arte africano y estatuas. Los objetos de arte exhibidos en el museo están disponibles para la venta, siendo repuestos por otros de arte local en cuanto se venden.